# Бургундио (граф Фезансака)
Бургундио (Бургундион) (лат. Burgundio; ум. ок. 801) — первый известный граф Фезансака. 

## Биография
Астроном в «Жизни императора Людовика» сообщает о том, что Бургундио был графом Фезансака, а после его смерти король Людовик назначил правителем графства своего приближённого Лето. Произошло это около 801 года.
О происхождении Бургундио источники не сообщают. Марка в «Истории Беарна» считает, что он был гасконцем. Аббат Молезён на основании его имени предполагает франкское происхождение. Возможно Бургундио стал графом при разделе владений герцога Лупа II. Он сумел добиться расположения жителей графства и во время его правления никаких потрясений не было.